# Luciano Salce
Luciano Salce, född 25 september 1922 i Rom, död 17 december 1989 i samma stad, var en italiensk filmregissör, författare och
skådespelare.

## Filmografi i urval
- 1961 – Pampen och professorn (manus, regi och roll)
- 1963 – Le monachine (regi)
- 1965 – La moglie bionda (regi)
- 1966 – De förföriska (manus och regi)
- 1966 – El Greco (manus och regi)
- 1966 – Hur kvinnorna lärde mej älska (regi)
- 1967 – Jag gifte mej för skojs skull (manus och regi)
- 1968 – I huvet på en äkta blondin (manus, regi och roll)
- 1975 – Fantozzi (regi)